# Карлос Мартінес
Карлос Діас Мартінес (англ. Carlos Dias Martinez; нар. 9 квітня 1986, Лодоса) — колишній іспанський футболіст, захисник.

## Життєпис
Карлос Мартінес народився в іспанському місті Лодоса. У 13 років Карлос почав навчатися футболу в спортивній школі «Реала Сосьєдад». Свій перший професійний контракт футболіст уклав 2004 року з клубом «Реал Сосьєдад Б». До 2007 року захисник зіграв за команду 61 матч і забив один гол.
26 серпня 2007 року Карлос дебютував за «Реал Сосьєдад», тоді ще команду Сегунди. Удома клуб зазнав поразки 0–2 від Кастельйона. Перший свій гол він забив 25 листопада, допомігши своїм товаришам перемогти Малагу з рахунком 3–0.
У Сегунді 2009–10 Мартінес виходив на поле 23 рази, із яких 22 — у стартовому складі, а Txuriurdin повернулись до Ла-Ліги після трирічної перерви. Вперше у Ла-Лізі футболіст зіграв 29 серпня 2010 року, провівши весь матч на полі, коли команда вдома здобула перемогу над Вільярреалом з рахунком 1–0. У наступному сезоні він боровся за місце в стартовому складі зі своїм товаришем по юнацькій школі Дані Естрадою.
У сезоні 2012/13 команда посіла 4-ту сходинку і вийшла до кваліфікації Ліги чемпіонів.
Від грудня 2016 до травня 2018 року Мартінес лише один раз вийшов на поле, в матчі Кубка Іспанії через травми й те, що на його позицію з'явився Альваро Одріосола. Клуб анонсував, що не продовжуватиме контракт з Мартінесом по завершенні сезону 2017—2018.

### Ов'єдо та Бургос
6 липня 2018 року Мартінес підписав угоду на один рік з друголіговим клубом Реал Ов'єдо. 9 серпня 2019 він перейшов до клубу Бургос, що виступав у третьому дивізіоні. 15 січня він розірвав контракт з клубом за обопільною згодою.
30 липня 2020 року 34-річний Мартінес оголосив про завершення кар'єри гравця.

## Клубна статистика
Станом на 20 травня 2018 року
| Команда                 | Дивізіон           | Сезон              | Ліга | Ліга | Кубок | Кубок | Ліга чемпіонів | Ліга чемпіонів | УЄФА | УЄФА | Суперкубок | Суперкубок | Загалом | Загалом | Загалом |
| Команда                 | Дивізіон           | Сезон              | І    | Г    | І     | Г     | І              | Г              | І    | Г    | І          | Г          | І       | Г       |         |
| ----------------------- | ------------------ | ------------------ | ---- | ---- | ----- | ----- | -------------- | -------------- | ---- | ---- | ---------- | ---------- | ------- | ------- | ------- |
| Реал Сосьєдад Б Іспанія | 2ºB                | 2004–2005          | 1    | 0    | -     | -     | -              | -              | -    | -    | -          | -          | 1       | 0       |         |
| Реал Сосьєдад Б Іспанія | 2ºB                | 2005–2006          | 26   | 0    | -     | -     | -              | -              | -    | -    | -          | -          | 26      | 0       |         |
| Реал Сосьєдад Б Іспанія | 2ºB                | 2006–2007          | 34   | 1    | -     | -     | -              | -              | -    | -    | -          | -          | 34      | 1       |         |
| Реал Сосьєдад Б Іспанія | Загалом            | Загалом            | 61   | 1    | -     | -     | -              | -              | -    | -    | -          | -          | 61      | 1       |         |
| Реал Сосьєдад Іспанія   | 2º                 | 2007–2008          | 15   | 2    | 0     | 0     | -              | -              | -    | -    | -          | -          | 15      | 2       |         |
| Реал Сосьєдад Іспанія   | 2º                 | 2008–2009          | 22   | 0    | 2     | 0     | -              | -              | -    | -    | -          | -          | 24      | 0       |         |
| Реал Сосьєдад Іспанія   | 2º                 | 2009–2010          | 23   | 0    | 0     | 0     | -              | -              | -    | -    | -          | -          | 23      | 0       |         |
| Реал Сосьєдад Іспанія   | 1º                 | 2010–2011          | 25   | 0    | 0     | 0     | -              | -              | -    | -    | -          | -          | 25      | 0       |         |
| Реал Сосьєдад Іспанія   | 1º                 | 2011–2012          | 21   | 0    | 0     | 0     | -              | -              | -    | -    | -          | -          | 21      | 0       |         |
| Реал Сосьєдад Іспанія   | 1º                 | 2012–2013          | 29   | 1    | 0     | 0     | -              | -              | -    | -    | -          | -          | 29      | 1       |         |
| Реал Сосьєдад Іспанія   | 1º                 | 2013–2014          | 24   | 0    | 2     | 0     | 5              | 0              | -    | -    | -          | -          | 31      | 0       |         |
| Реал Сосьєдад Іспанія   | 1º                 | 2014–2015          | 15   | 0    | 1     | 0     | -              | -              | 0    | 0    | -          | -          | 16      | 0       |         |
| Реал Сосьєдад Іспанія   | 1º                 | 2015–2016          | 10   | 0    | 2     | 0     | -              | -              | -    | -    | -          | -          | 12      | 0       |         |
| Реал Сосьєдад Іспанія   | 1º                 | 2016–2017          | 10   | 0    | 1     | 0     | -              | -              | -    | -    | -          | -          | 11      | 0       |         |
| Реал Сосьєдад Іспанія   | 1º                 | 2017–2018          | 1    | 0    | 1     | 0     | -              | -              | 0    | 0    | -          | -          | 2       | 0       |         |
| Реал Сосьєдад Іспанія   | Загалом            | Загалом            | 194  | 3    | 9     | 0     | 5              | 0              | 0    | 0    | -          | -          | 208     | 3       |         |
| Загалом за кар'єру      | Загалом за кар'єру | Загалом за кар'єру | 256  | 4    | 9     | 0     | 5              | 0              | 0    | 0    | -          | -          | 270     | 4       |         |

## Досягнення
«Реал Сосьєдад»
- Сегунда: 2009–2010